# Rowlandius longipalpus
Espèce
Synonymes
- Schizomus longipalpus Rowland & Reddell, 1979

Rowlandius longipalpus est une espèce de schizomides de la famille des Hubbardiidae.

## Distribution
Cette espèce est endémique d'Hispaniola. Elle se rencontre à Haïti et en République dominicaine.

## Description
Les mâles mesurent de 2,8 à 3,0 mm.

## Publication originale
- Rowland & Reddell, 1979 : The order Schizomida (Arachnida) in the New World. I. Protoschizomidae and dumitrescoae group (Schizomidae: Schizomus). Journal of Arachnology, vol. 6, no 3, p. 161-196 (texte intégral).